# Josef Hájek (fotbalista)
Josef Hájek (* 21. října 1936) je bývalý český fotbalový útočník.

## Hráčská kariéra
V československé lize hrál za SONP Kladno, vstřelil osmnáct prvoligových branek.

### Prvoligová bilance
| Ročník          | Zápasy | Góly | Minuty | Klub           |
| --------------- | ------ | ---- | ------ | -------------- |
| I. liga 1960/61 | 22     | 7    | 1 777  | TJ SONP Kladno |
| I. liga 1961/62 | 16     | 6    | 1 391  | TJ SONP Kladno |
| I. liga 1962/63 | 21     | 4    | 1 845  | TJ SONP Kladno |
| I. liga 1963/64 | 4      | 1    | 239    | TJ SONP Kladno |
| CELKEM I. LIGA  | 63     | 18   | 5 252  |                |